# Demonax brevelineatus
Demonax brevelineatus är en skalbaggsart som beskrevs av Maurice Pic 1925. Demonax brevelineatus ingår i släktet Demonax och familjen långhorningar. Inga underarter finns listade i Catalogue of Life.